# La tempestad (zarzuela)
La tempestad es una zarzuela grande, denominada por sus autores como «Melodrama fantástico», en tres actos, en prosa y verso. Con libreto de Miguel Ramos Carrión y música del maestro Ruperto Chapí. Se estrenó en el Teatro de la Zarzuela de Madrid el 11 de marzo de 1882.

## Comentario
Se considera una zarzuela mucho más operística que las propias óperas del autor. El estilo está directamente relacionado con los modelos de la escuela francesa, en particular de Giacomo Meyerbeer y Charles Gounod. Es un claro ejemplo de la búsqueda de nuevos modelos renovadores del género grande, que había iniciado Francisco Asenjo Barbieri con su obra El barberillo de Lavapiés. Es considerada, junto con La bruja y El rey que rabió, la trilogía de obras más importantes del género grande provenientes de finales del siglo XIX.
El libreto es un ejemplo de los gustos teatrales del siglo XIX, en donde destaca el ambiente histórico mezclado con elementos fantásticos y sobrenaturales, de corte romántico. Miguel Ramos Carrión, experimentado autor del género, crea una obra en la que la trama es bien resuelta y sus personajes son bien sólidos, con situaciones musicales bien planteadas.
A nivel musical se descubre el gran talento lírico de Ruperto Chapí, al crear una partitura en donde está al servicio de la trama sin perder en un momento su personalidad, creando verdaderos momentos de inspiración poética y lírica, con otros momentos de gran dramatismo. Se la puede considerar muy cercana al modelo de ópera cómica que trataba de importarse desde Francia, ya que predomina más la parte musical que la hablada. Entre sus números destaca el monólogo de Simón ¿Por qué, por qué temblar?, la romanza de Beltrán Salve, Costa de Bretaña, el dúo - barcarola de Angela y Roberto Cuando en las noches del estío, o el celebérrimo terceto del collar Diamantes brasileños.

## Argumento
La acción transcurre en la costa de Bretaña, Francia, en los primeros años del siglo XIX.

### Acto primero
En una posada Bretona, los aldeanos se refugian de la tempestad. Las mujeres rezan a la virgen e imploran que los hombres regresen sanos y salvos del mar, ya que están ayudando a atracar una nave en el puerto. Entra Mateo acompañado de los marineros, los cuales traen a hombros a Roberto, un joven pescador, quien ha logrado con su arrojo y valentía salvar la nave de la tempestad. Tras volver la calma a la posada, entran el señor Juez y el procurador, buscando alojamiento. Comentan la última sentencia de muerte ejecutada en el condado, y recuerdan un crimen similar ocurrido hace años, en la que un comerciante murió asesinado, dejando una niña, y el sospechoso, un mozo del pueblo, embarco para las indias, la misma noche del crimen. Esa niña fue adoptada por Simón, un viejo avaro, dueño de la posada, causando una gran sorpresa en todo el pueblo; la cual ahora es una hermosa joven. También causa extrañeza el miedo tan terrible que tiene Simon a las tempestades, las cuales siempre las pasa en su cuarto hasta que se calma el tiempo. 
Cuando queda sola la posada aparece Simón, mirando si el tiempo ha serenado y marchándose; ocasión que aprovecha Roberto para hablar con Ángela, la hija adoptiva de Simón, declarándole su amor. Simón vuelve y sorprende a la pareja, burlándose despectivamente del muchacho, al cual achaca su pobreza. Roberto marcha furiosamente y Ángela llora su desdicha, al ver que su amor no puede realizarse. 
Entra Beltrán, un indiano retornado, el cual consuela a Ángela y escucha sus penas; al enterarse de su motivo manda a traer a Roberto, y delante de ellos promete ser el protector del muchacho y de la boda de ambos, suscitando la envidia y el recelo de Simon, el cual tiene una corazonada sobre Beltrán, sin llegar a saber el motivo.

### Acto segundo
A las afueras de la posada, la gente acude a la posada para despertar a la novia, ya que se van a casar ese día. Simon no ve con buenos ojos la boda y cree saber quien es en realidad Beltrán, el cual aparece para felicitarle el día, marchándose Simón receloso. 
Beltrán felicita a la pareja y obsequia a la novia unos diamantes para que los luzca con su traje. Llega la gente y se disponen a acompañar a la pareja a la iglesia; mientras, Simon interroga a Beltrán sobre su pasado y este revela su nombre, provocando miedo en él. Simon comenta al juez y el procurador que es el sospechoso del asesinato del padre de Ángela. 
Cuando al fin van a marchar a la iglesia, el Juez detiene la comitiva y manda a detener a Beltrán, bajo la acusación de asesinato del padre de Ángela. Beltrán afirma su inocencia y marcha a la cárcel ante la sorpresa de todos y la tristeza de Ángela y Roberto.

### Acto tercero

#### Cuadro primero
En una sala de paso a la sala del tribunal, las gente comenta lo sucedido. Entra Roberto acompañado de Mateo, el cual trata de calmarlo y hacerle ver que Beltrán es inocente ante la acusación de Simón. En un aparte, Mateo comenta que tiene un plan de fuga para Beltrán, en caso de que la sentencia sea de muerte. Llega Ángela y Roberto trata de consolarla. Sale Beltrán de la sala acompañado de dos gendarmes; Roberto y Ángela tratan de abrazarlo pero él los detiene, pidiéndoles perdón y que guarden un buen recuerdo de él. Ellos, sin poderse contener, estallan en lágrimas viendo marchar a Beltrán.

#### Cuadro segundo
En una alcoba de la posada, contigua al cuarto del prisionero, descansa Simón, el cual ve con pavor desatarse otra tempestad y corre a dormir. Mateo entra sigilosamente y trata de abrir la puerta de la celda. Sale Beltrán, pero este se niega a fugarse y prefiere esperar la muerte, Mateo reconoce su valor y cierra, cuando escucha a Simón hablando en sueños. Descubre que él fue el autor del asesinato del padre de Ángela y que debido a sus remordimientos, decidió adoptarla y cuidarla. Simón agita en su mano una declaración, escrita años atrás. Mateo se apodera del documento y corre a avisar al Juez. 
Simón despierta y descubre que el documento ha desaparecido, se acerca a la puerta y ve que ha sido forzada, abre y hace salir a Beltrán y lo interroga por el documento. Cuando va a darle muerte entra el Juez y lo manda a prender, descubriendo al asesino. La obra concluye con la felicidad de Roberto y Ángela y la libertad de Beltrán.

## Números musicales
- Acto primero[3]
  - Preludio
  - Introducción y coro: "Estrella de los mares"
  - Coplas de Mateo: "Para ser marinerito"
  - Coro y Romanza de Roberto: "Aquí esta el mancebo"
  - Mutis del coro: "Honor al mancebo"
  - Monólogo de Simón: "La lluvia ha cesado"
  - Dúo de Angela y Roberto, y Barcarola: "Angela mia, mi dulce encanto"
  - Romanza de Beltrán: "Salve Costa de Bretaña"
  - Cuarteto y final del acto primero: "¡Virgen santa!"
- Acto segundo
  - Introducción y Coro: "¡Llegad, llegad, venid, venid!"
  - Coro y Alborada: "Despierta, niña"
  - Coplas de Mateo: "¡Tengan muy buenos días!"
  - Coro de los Consejos: "En busca de la novia"
  - Terceto del Collar: "Diamantes brasileños"
  - Balada fantástica: "Din don, din dan"
  - Concertante y final del acto segundo: "En tanto que los novios"
- Acto tercero
- Cuadro primero
  - Introducción y Coro: "Esta es la puerta del tribunal"
  - Coro de los sueños: "En cuanto me acuesto"
  - Romanza de Ángela: "Con él va mi esperanza"
  - Concertante y fin del Cuadro primero: "Valor Ángela mía"
  - Intermedio
- Cuadro segundo
  - Pantomima (Orquesta) : "El sueño de Simón, el crimen"
  - Melodrama (Orquesta) : "El sueño de Simón, la pesadilla"
  - Final de la obra.